# Universitat de Texas
La Universitat de Texas (UT) és la xarxa superior d'institucions acadèmiques públiques de l'Estat de Texas, als Estats Units. En l'actualitat, està composta per 9 universitats i 6 centres sanitaris. A més, la UT imparteix titulacions a distància, a través de la UT TeleCampus. En total, el sistema instrueix a més de 190.000 alumnes.
Per Universitat de Texas també ens podem estar referint directament a la Universitat de Texas a Austin.

## Universitats del sistema
- Universitat de Texas a Arlington
- Universitat de Texas a Austin
- Universitat de Texas a Brownsville i Texas Southmost College
- Universitat de Texas a Dallas
- Universitat de Texas a El Paso
- Universitat de Texas a San Antonio
- Universitat de Texas a Tyler
- Universitat de Texas a Permian Basin
- Universitat de Texas–Pan American

## Centres sanitaris del sistema
- Centre Científic Sanitari de la Universitat de Texas a Houston
- Centre Científic Sanitari de la Universitat de Texas a San Antonio
- Centre Oncològic M. D. Anderson de la Universitat de Texas
- Centre Sanitari de la Universitat de Texas a Tyler
- Centre Mèdic de la Universitat de Texas
- Centre Mèdic Suroccidental de la Universitat de Texas a Dallas